# Каинды-Катта
Каинды́-Катта (Каинди́нский хребе́т; кирг. Кайыңды кырка тоо) — горный хребет в Центральном Тянь-Шане в Кыргызстане. Расположен в бассейне реки Сарыджаз, протягивается к югу от Каиндинской долины.
Протяжённость хребта составляет около 65 км. Максимальная высота — 5784 м. Хребет сложен метаморфическими сланцами и известняками. Покрыт вечными снегами и ледниками, особенно в восточной части. На склонах господствуют скалы и осыпи, у подножия на западе — высокогорная полупустыня.